# 氷川諏訪神社
氷川諏訪神社（ひかわすわじんじゃ）は、埼玉県桶川市の神社。

## 歴史
創建年代は不明である。所在地である「小針領家」の由来となった荘園の鎮守として創建された説、江戸時代初期に小針村から「領家村」として分村した際に鎮守として創建された説の二通りが推測される。「薬師寺」が別当寺であった。薬師寺は明治初期の神仏分離により、廃寺に追い込まれた。
1873年（明治6年）、近代社格制度に基づく「村社」に列せられ、1907年（明治40年）の神社合祀により境内にあった「諏訪社」を合祀した。その際に「氷川諏訪神社」に改称した。

## 文化財
- 小針領家のささら獅子舞用具等一式（桶川市指定有形文化財）[2]
- 小針領家のささら獅子舞（桶川市指定無形文化財）[2]

## 交通アクセス
- 内宿駅より徒歩23分。